# ФК Партизан Купусина
ФК Партизан је некадашњи фудбалски клуб из Купусине, општина Апатин. 

## Историја
Фудбал је у Купусини заживео 1933. године али се такмичарски фудбал заиграо тек после Другог светског рата . Поратно име клуба било је Братство. Педесетих година прошлог века, фудбалски клуб из Купусине био је у најнижем рангу такмичења али не наступајући сваку годину. Након две године паузе, у сезони 1965/66. фудбалски клуб из Купусине, под новим именом Партизан, поново се покреће из најнижег фудбалског ранга. У сезони 1973/74. освајају прво место у Међуопштинској лиги 2. разред са 16 бодова, једним бодом више од другопласираног "Граничара" из Гакова. Од 1974 до 1984. такмиче се у Међуопштинској лиги 1. разред. У сезони 1982/83. освојили су последње место (11 бодова) али нису испали, јер је те године била реорганизација фудбала. Наредне такмичарске године поново су последњи на табели, са освојена 2 бода. И тад су испали у "бетон". Најбољи резултат остварили су у сезони 1981/82. освојивши 4. место са 29 бодова. Шест мање од првопласираног "Динама" из Сонте. Од тад па све до 1995. клуб се такмичи у најнижем рангу. У сезони 1994/95. поново су први у "Међуопштинској лиги - 2. разред" и заједно екипом "Крајина" (из Кљајићева) одлазе у већи ранг (обе екипе су имале по 31 бод у конкуренцији 8 клубова). Сезоне 1996/97. су последњи у "МОЛ 1. разреду" са 0 освојених бодова. Лета 2009. се гасе и то траје све до 2013. кад се укључују у последњи такмичарски ниво. У сезони 2016/17. у конкуренцији 11 клубова освајају по трећи пут "МОЛ - 2. разред" овај пут убедљиво. Имали су 10 бодова више (47) од најближег пратиоца екипе "Растина 1918" (37). Две године у "МОЛ - 1. разред" од 12 клубова заузимају пето место на табели. 
У сезони 2019/20. после утакмице 12. кола против СУ Станишић 1920 због сумње у нерегуларност такмичења и умешаности (не)спортских радника у исходе првенствених утакмица, клуб је најавио да иступа из лиге  . Вест је одјекнула и пропраћена је у доста медија   , наредно 13. коло Клуб није отишао у оближње Свилојево на одигравање утакмице и изгубио је службеним резултатом 3:0. После овог догађаја људи из клуба су ипак "одлучили" да клуб настави са такмичењем .

## Бивши играчи
- Душан Хиркс

## Успеси
- Међуопштинска лига - 2. разред
Освајач: 1973/74, 1994/95, 2016/17.